# Burgdorf (région de Hanovre)
Pour les articles homonymes, voir Burgdorf (homonymie).
Burgdorf est une ville allemande située en Basse-Saxe, dans la Région de Hanovre.

## Jumelages
La ville de Burgdorf est jumelée avec :
- Calbe (Saale) (Allemagne)
- Berthoud (Suisse)

## Personnalités liées à la ville
- Carl Philipp Sprengel (1787-1859), botaniste né à Schillerslage.
- Hermann Sprengel (1834-1906), chimiste né à Schillerslage.
- Heinrich Breling (1849-1914), peintre né à Burgdorf.